# Tramway de Szeged
Le tramway de Szeged est le réseau de tramway de la ville de Szeged, en Hongrie. Il compte cinq lignes et est exploité par la société publique Szegedi Közlekedési Kft..

## Réseau actuel

### Aperçu général
| Ligne | Trajet                           | Véhicules                         |
| ----- | -------------------------------- | --------------------------------- |
| 2     | Szeged pályaudvar – Európa Liget | PESA 120Nb                        |
| 3     | Tarján – Vadaspark               | Tatra KT4, Tatra T6A2, Tatra B6A2 |
| 3F    | Tarján – Fonógyári út            | Tatra KT4, Tatra T6A2             |
| 4     | Tarján – Kecskés                 | Tatra KT4, Tatra T6A2, Tatra B6A2 |

Plan du réseau de tramway (en rouge) et de trolleybus (en bleu)
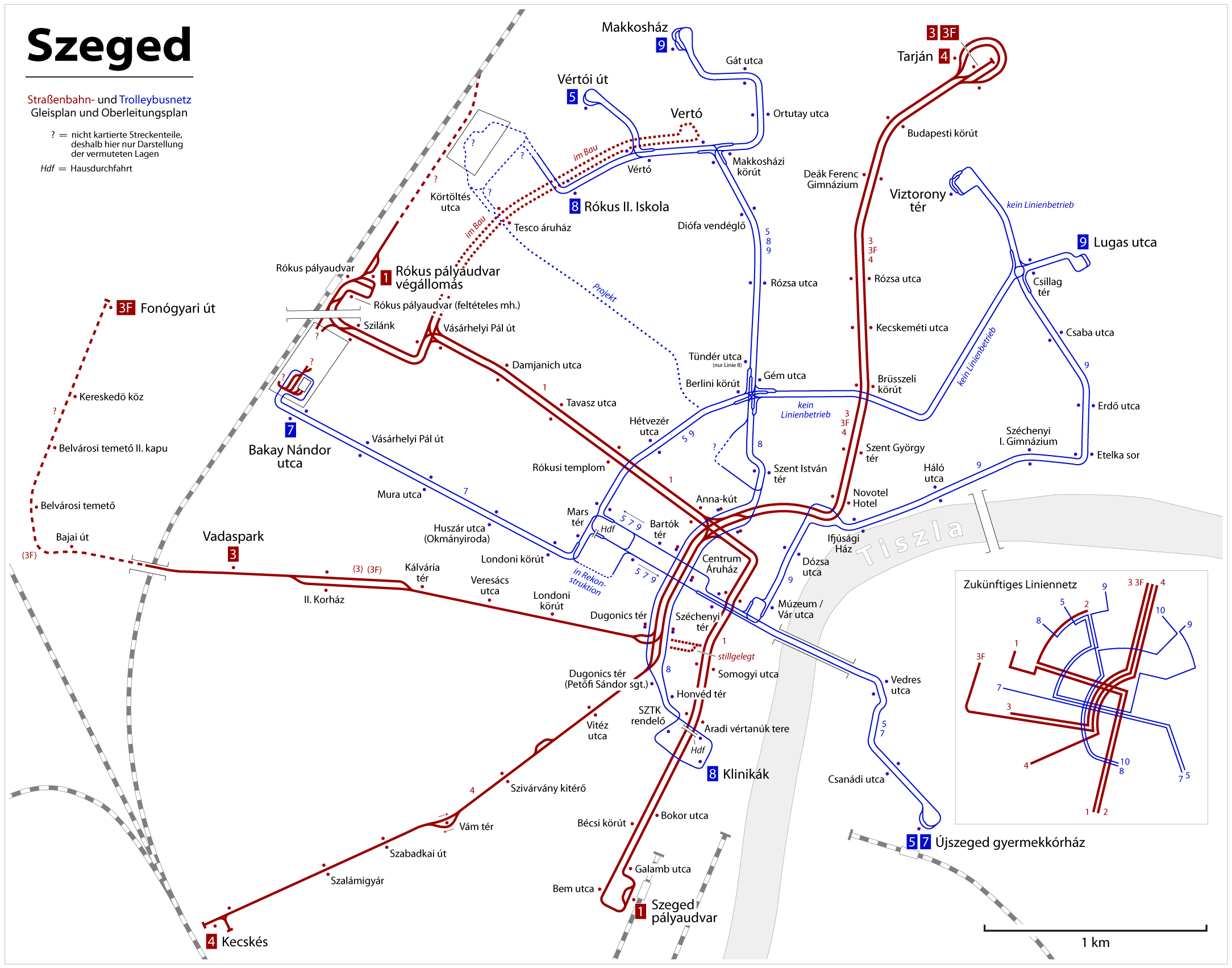
2010.
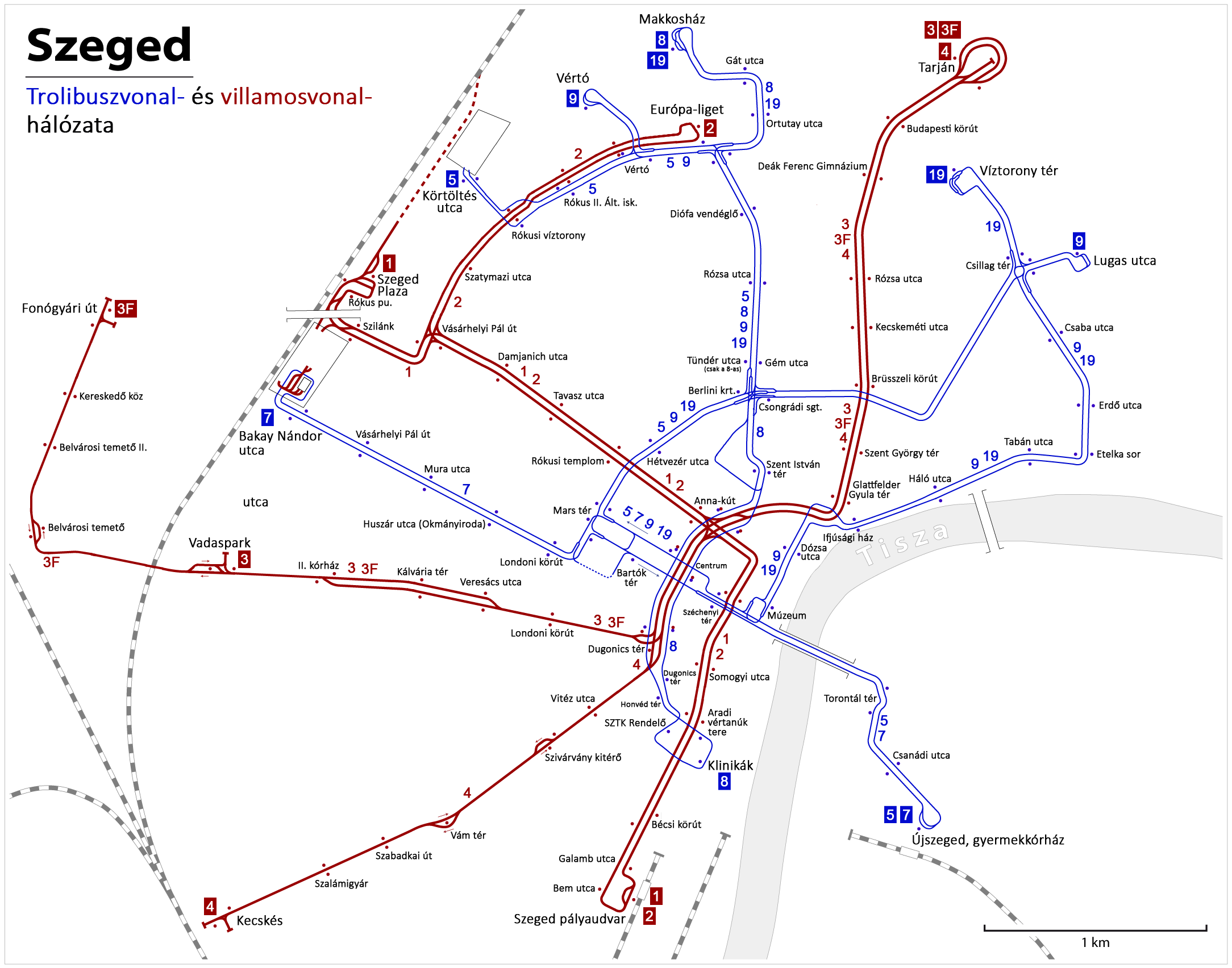
2013.
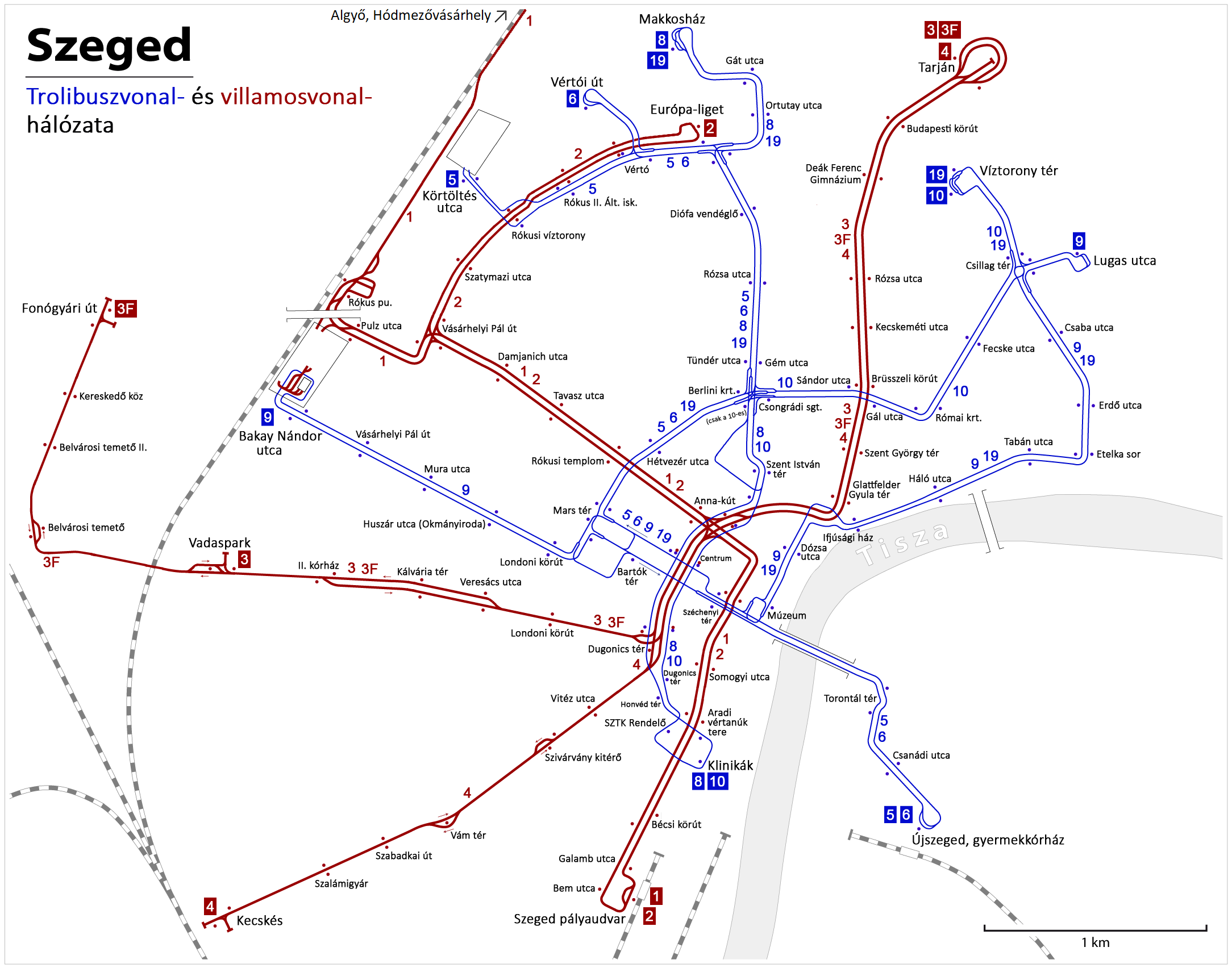
2022.
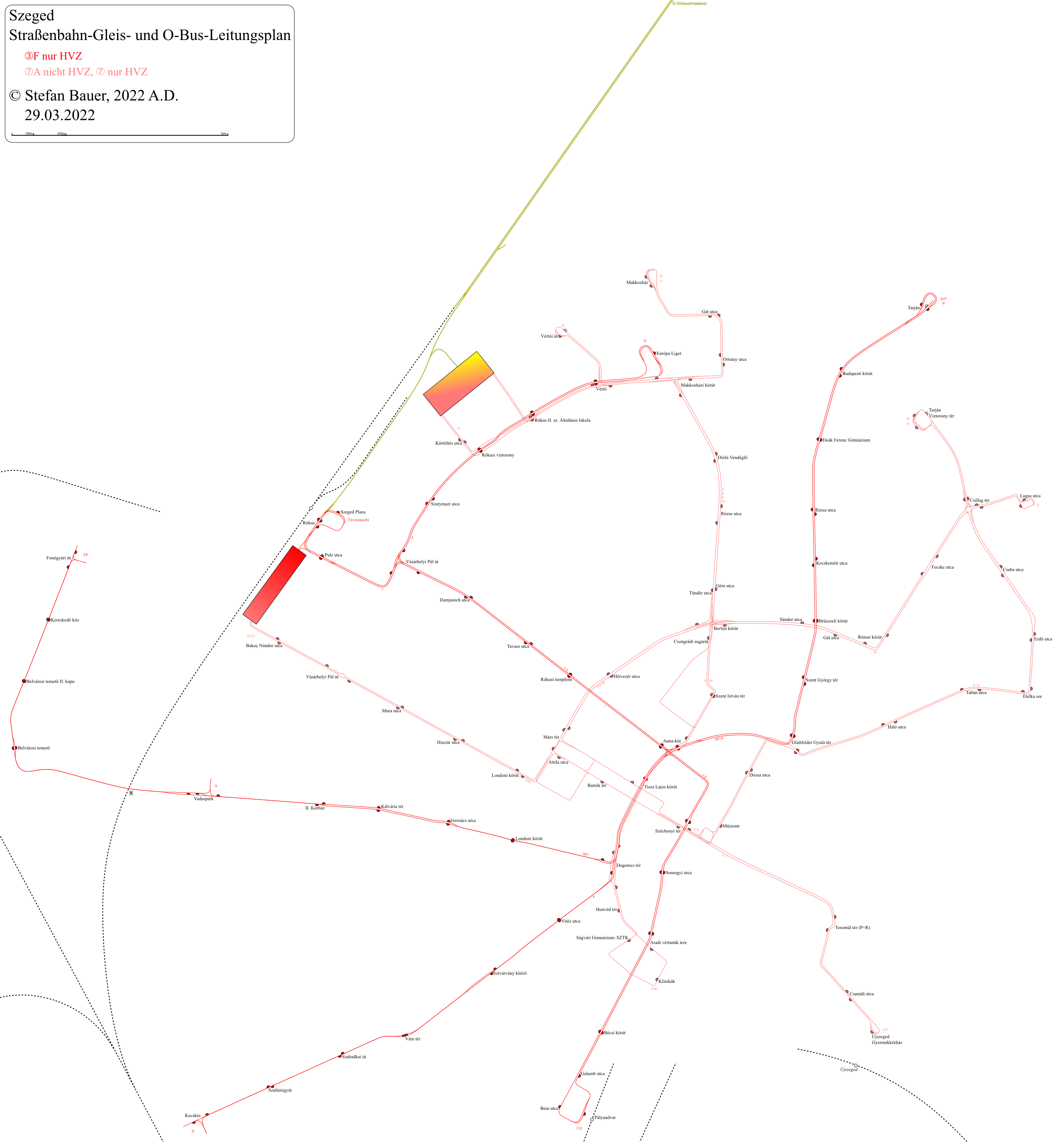
2022.